# 馮友端
馮友端（1464年—？），字德□，陝西慶陽府寧州籍，西安府涇陽縣人，□，明朝政治人物。

## 生平
成化十三年（1477年）丁酉科陝西鄉試第五十五名舉人。賦性明敏，词藻俊逸。書畫兼通，見累科失利，益殚精力研究经史，年几六旬，竟遂所志。弘治十八年（1505年）中式乙丑科會試第一百四十九名，二甲第六十五名進士。授工部主事。

## 家族
曾祖馮良輔；祖父馮□，□；父馮時，漢陽知府。母劉氏（封孺人）。永感下。